# Bouqachmir
Bouqachmir (franska: Bouqachmir (CR), Bouqachmir (Commune Rurale), arabiska: مرشوش) är en kommun i Marocko.   Den ligger i provinsen Khémisset och regionen Rabat-Salé-Kénitra, i den nordöstra delen av landet, 100 km sydost om huvudstaden Rabat. Antalet invånare är 4 454.